# Bohumil Vazač
Bohumil Edward Vazač, také Bohumil Vazac (5. listopadu 1913 Hradec Králové – 22. července 2003 Châlons-en-Champagne), byl důstojníkem československé armády a důstojníkem francouzské cizinecké legie. Bojoval ve druhé světové válce v československé a francouzské armádě, poté ve Svobodných francouzských silách.

## Život
Vystudoval vyšší odbornou školu stavitelskou, na které v červnu 1934 maturoval. V červenci 1934 nastoupil vojenskou základní službu, kterou absolvoval ve škole pro důstojníky pěchoty v záloze, která byla u 28. pěšího pluku v Praze. Poté studoval na Vojenské akademii v Hranicích (1935–1937). V roce 1939 sloužil u 1. horského pěšího pluku. Po německé okupaci Čech, Moravy a Slezska ilegálně emigroval do Polska, kde vstoupil do francouzské cizinecké legie. Po vypuknutí 2. světové války byl z cizinecké legie uvolněn pro nově vznikající československou zahraniční armádu, sloužil u 1. pěšího pluku československé armády ve Francii. Po  vojenské porážce Francie v roce 1940 byl spolu s ostatními Čechoslováky evakuován do Anglie, kde vstoupil do Svobodných francouzských sil. Nejprve byl přidělen k praporu myslivců v Camberley, poté byl převelen do Brazzaville ke 13. půlbrigádě cizinecké legie, kde velel oddílu protitankových jednotek. Bojoval ve druhé bitvě u El Alameinu, v tuniském tažení, u Garigliana, během vylodění v Provence, v bitvě u Alsaska a pak s Alpskou armádou Alp. Poté velel první rotě 1. brigády cizinecké legie v Tunisu. Byl podplukovníkem cizinecké legie (francouzsky lieutenant-colonel).
V roce 1946 se vrátil do Československa. Studoval na Vysoké škole válečné, pracoval na Ministerstvu národní obrany. Stal se majorem československé armády. V roce 1947 byl přidělen ke 3. mechanizované divizi v Kroměříži. V březnu 1948 se stal učitelem na Vojenské akademii v Hranicích a poté učitelem na Vysoké škole válečné. V roce 1952 byl přeložen do zálohy. Zaměstnán pak byl ve Výzkumném ústavu bezpečnosti práce. V roce 1958 emigroval do Francie (za manželku měl Francouzku). Ve Francii pracoval v civilním sektoru. Do penze nastoupil v roce 1978. V únoru 1992 byl jmenován plukovníkem československé armády (ve výslužbě). Umřel dne 22. července 2003 v Châlons-en-Champagne; je zde po něm pojmenována ulice.

## Vyznamenání
- Československý válečný kříž 1939 (1948)
- Pamětní medaile československé armády v zahraničí se štítky „F“ a  „VB“
- Československá medaile Za chrabrost před nepřítelem
- Česká medaile za hrdinství (1998)

- Řád čestné legie (ve stupni Chevalier) (1945)
- Řád čestné legie (ve stupni Officier)
- Řád čestné legie  (ve stupni Commandeur) (1996),
- Ordre de la Libération (1945)
- Croix de guerre 1939-1945 (5x)
- Médaille coloniale avec agrafes "Libye", "Tunisie"
- Officier du Nichan Iftikhar